# Ernst Fricke (Politiker)
Ernst Fricke (* 31. Januar 1912 in Oebisfelde; † 18. Juli 1983 in Goslar) war ein deutscher Politiker (SPD).
Fricke besuchte das Realgymnasium in Braunschweig und begann im Anschluss eine Lehre als Verlagskaufmann. Nach seiner Gesellenprüfung war er in Braunschweig und Berlin beschäftigt. Im  Zweiten Weltkrieg war er ab 1940 bei der Luftwaffe im Kriegsdienst und wurde verwundet. Nach dem Krieg blieb eine fünfzigprozentige Kriegsbeschädigung. Nach Kriegsende war er bis 1948 in sowjetischer Kriegsgefangenschaft. Nach seiner Rückkehr wurde er im Jahr 1949 bis Anfang 1974 geschäftsführender Vorsitzender des DGB-Kreises in Goslar. Fricke war Landesvorsitzender des Männerwerkes der Evangelisch-lutherischen Landeskirche in  Braunschweig sowie Mitglied des Aufsichtsrates der Nordharzer Kraftwerke GmbH und ferner des Aufsichtsrates der Kur- und Fremdenverkehrsgesellschaft Goslar und Hahnenklee GmbH.
Fricke wurde Mitglied des Rates der Stadt Goslar und war hier SPD-Fraktionsvorsitzender. Er war Mitglied des Kreistages des Landkreises Goslar. Er wurde zum Mitglied des Niedersächsischen Landtages während der fünften bis achten Wahlperiode vom 20. Mai 1963 bis 20. Juni 1978 gewählt. Fricke war Träger des Verdienstkreuzes Erster Klasse des Verdienstordens der Bundesrepublik Deutschland.